# 外旋轮线

R = 3, r = 1和d = 1/2的外旋轮线

外旋轮线（Epitrochoid - IPA [ɛpɪˈtrɒkɔɪd, -ˈtrəʊ-]）是追踪附着在围绕半径为R的固定的圆外侧滚转的半径r的圆上的一个点而得到的转迹线，这个点距离外部滚动的圆的中心的距离是d。
外旋轮线的参数方程是
{\displaystyle x=(R+r)\cos \theta -d\cos \left({R+r \over r}\theta \right),\,}
{\displaystyle y=(R+r)\sin \theta -d\sin \left({R+r \over r}\theta \right).\,}
特殊情况包括R = r的帕斯卡蜗线和d = r的外摆线。
经典的玩具萬花尺追踪外旋轮线和内旋轮线。
转子活塞发动机的定子是外旋轮线。